# Berenguer Ramon I de Provença
Berenguer Ramon I de Provença (1115 - Melguelh, Llenguadoc 1144) fou infant de Barcelona i comte de Provença (1131-1144).

## Orígens familiars
Fill petit del comte Ramon Berenguer III i Dolça de Provença. Era net per línia paterna de Ramon Berenguer II i Mafalda de Pulla-Calàbria, i per línia materna de Gerbert de Gavaldà i Gerberge de Provença.

## Ascens al comtat
Mentre el seu germà Ramon Berenguer IV rebia com herència el Comtat de Barcelona a la mort de Ramon Berenguer III; Berenguer Ramon I rebia el Comtat de Provença.
El seu regnat es caracteritzà per les lluites pel poder a Provença amb la família dels Baus.

## Núpcies i descendents
Es va casar el 1135 amb la comtessa Beatriu de Melguer, filla de Bernat IV de Melguer i Guillema de Montpeller. D'aquesta unió nasqué un fill:
- l'infant Ramon Berenguer III de Provença (1140-1166), comte de Provença.